# Helena Torres
Helena Torres Máiquez (7 de octubre de 1998, Murcia) es una futbolista española que actualmente juega como delantera en el Real Oviedo Femenino de la Segunda Federación Femenina de España.

## Trayectoria

#### Primeros años
A la temprana edad de 6 años tuvo su primer contacto con el fútbol. Comenzó a jugar en la categoría pre-benjamines en el equipo masculino CD La Alberca, permaneciendo en él hasta el año 2008 (9 años). Siendo la capitana del equipo participó en varios torneos realizados en la Región.
Al fomentarse el fútbol femenino en la Comunidad de Murcia surgió una liga femenina, donde participó en las siguientes temporadas en el equipo Club Deportivo Ranero y Murcia Féminas.

#### Fútbol 11
No pudiendo jugar en la Liga Autonómica de Murcia, ya que la edad mínima exigida eran 14 años, fichó por el Elche Club de Fútbol femenino debido a que en la Comunidad Valenciana la edad mínima exigida es de 12 años.
Posteriormente jugó para equipos murcianos como el Real Murcia femenino, así como alicantinos, tales como el Elche C. F. femenino o el SPA Femenino. En el Fundación Albacete Nexus Energía donde jugó durante 3 meses en la máxima categoría del fútbol femenino español. En diciembre de 2015 llegó al Lorca Deportiva Féminas. En el año 2016 volvió a la ciudad de Elche para jugar la temporada 2016/2017 con el Elche C F femenino.Durante la temporada 2017/2018 jugó en Primera División Nacional Femenina con el Sevilla F C femenino. Después de su paso por el Sevilla, volvió a Murcia para jugar en el Alhama Club de Fútbol con el cual consiguió un ascenso a la Liga Reto Iberdrola.En la temporada 2020/2021 fichó por el Deportivo ABANCA.En verano de 2021 volvió a Murcia y fichó por el Alhama Club de Fútbol en el 	que estuvo 2 temporadas y consiguió un ascenso a Primera División. 
En enero de 2023 sufrió una rotura de LCA y ambos meniscos que la tuvo apartada de los terrenos de juego hasta finales de ese mismo año. Durante su recuperación y rehabilitación estuvo entrenando en el  SMX Athletic Club. Actualmente y de cara al año 2024 ha fichado por el Real Oviedo Femenino. 
Ha disputado seis campeonatos de España con dos selecciones diferentes, Murciana y valenciana. Además, disputó con la selección nacional Sub-16 femenina un torneo de desarrollo de la UEFA sub-16, el cual tuvo lugar en Serbia en el mes de abril de 2014.

## Equipos
| Club                             | País   | Año         |
| -------------------------------- | ------ | ----------- |
| CD La Alberca                    | España | 2004 - 2008 |
| Ranero CF                        | España | 2008 - 2009 |
| Murcia Feminas                   | España | 2009 - 2010 |
| Elche Club de Fútbol             | España | 2010 - 2011 |
| Murcia Feminas                   | España | 2011 - 2013 |
| SPA Femenino                     | España | 2013 - 2015 |
| Fundación Albacete Nexus Energía | España | 2015 - 2015 |
| Lorca Deportiva Féminas          | España | 2015 - 2016 |
| Elche Club de Fútbol             | España | 2016 - 2017 |
| Sevilla F C                      | España | 2017 - 2018 |
| Alhama CF                        | España | 2018 - 2020 |
| Deportivo ABANCA                 | España | 2020- 2021  |
| Alhama CF                        | España | 2021 - 2023 |
| SMX Athletic Club                | España | 2023        |
| Real Oviedo Femenino             | España | 2024-Actual |

## Selecciones territoriales

### Campeonatos nacionales
| Título                      | Equipo               | Sede                 | Año  |
| --------------------------- | -------------------- | -------------------- | ---- |
| Campeonato de España Sub-12 | Selección Murciana   | Madrid               | 2009 |
| Campeonato de España Sub-16 | Selección Murciana   | Galicia              | 2011 |
| Campeonato de España Sub-16 | Selección Murciana   | Andalucía            | 2012 |
| Campeonato de España Sub-16 | Selección Valenciana | Comunidad Valenciana | 2013 |
| Campeonato de España Sub-18 | Selección Valenciana | Comunidad de Madrid  | 2014 |
| Campeonato de España Sub-18 | Selección Murciana   | Navarra              | 2016 |

## Selección nacional
En 2014 participó en el Torneo desarrollo de la UEFA sub-16 femenino celebrado en Serbia, resultando la selección nacional campeona de dicho torneo.

### Campeonatos internacionales
| Título                    | Equipo             | Sede   | Año  |
| ------------------------- | ------------------ | ------ | ---- |
| Torneo de Desarrollo UEFA | Selección española | Serbia | 2014 |